# Pajay
Pajay település Franciaországban, Isère megyében. Lakosainak száma 1052 fő (2022. január 1.). Pajay Thodure, Beaufort, Faramans, Marcilloles, Penol és Pommier-de-Beaurepaire községekkel határos.

## Népesség
A település népességének változása:
| Lakosok száma | 583  | 798  | 736  | 919  | 1117 | 1126 | 1146 | 1153 | 1119 | 1052 |
|               | 1968 | 1982 | 1990 | 2006 | 2013 | 2015 | 2017 | 2019 | 2020 | 2022 |